# 约翰·马敬能
约翰·拉姆齐·马敬能（英語：John Ramsay Mackinnon，1947年1月22日—）是英国生物多样性保护领域的专家、鸟类学家，为牛津大学动物行为学博士、肯特大学杜勒尔保护与生态研究所的名誉教授。最初马敬能在非洲考察，1968年后来到亚洲进行猩猩的研究，随后参与了东南亚和南亚多地的生态保护工作，参与了印度尼西亚、印度、不丹、越南和中华人民共和国的保护区系统的设计。1986年，马敬能初次来到中华人民共和国，参与大熊猫的保护工作，并在之后的时间里一直在中国推进、宣传环境保护。编著有《寻找红毛猿》（In Search of the Red Ape）、《婆罗洲、苏门答腊、爪哇和巴厘岛鸟类指南》（A Field Guide to the Birds of Borneo, Sumatra, Java, and Bali）、《中国鸟类野外手册》等超过30本书籍，发表过100多篇学术论文，并协助制作过多部纪录片。他很受中国大陆的观鸟者敬仰，并有有着“老马”、“马大爷”的昵称。
马敬能曾担任世界自然基金会印度尼西亚代表、东盟生物多样性中心共同主任，并且在国际自然保护联盟多个委员会中任职，在联合国粮农组织、联合国开发计划署、世界银行、欧盟等诸多机构和组织中参与工作，在亚洲诸多国家中担任自然保护的顾问。还协助了中国黄（渤）海候鸟栖息地等多个处地点提名为世界遗产。
1993年，马敬能与同事在越南和老挝的边境发现了剑角牛，被称为“20世纪最激动人心的动物学发现之一”；此外还发现了越南大麂和长山麂。
在多年的考察研究过程中，马敬能曾多次患疟疾、黄热病等，亦数次感染寄生虫。

## 经历

### 早年经历
1947年，马敬能出生在利兹的一个医生家庭。马敬能自小时候起就喜爱观鸟。由于太过调皮，他被父母送往北约克郡斯卡伯勒的一所寄宿制的布拉姆科特学校，并在那里爱上了大自然和地质学。随后马敬能去往温彻斯特的温切斯特公学，但却由于约克口音受到排挤，于是更加诉诸自然，最终成为了学校自然历史学会的秘书和学生会的主席。1965年，马敬能就读高中时，便在舅舅的推荐下同珍·古道尔博士前去非洲的贡贝溪国家公园考察研究黑猩猩和昆虫，并担任胡戈·范拉维克的摄影助理；在那里，他认定了自己未来将从事的事业。
19岁时，马敬能考入牛津大学动物学专业，并且受到了理查德·道金斯的影响，获得了文学士荣誉学位及硕士学位。后来他师从尼古拉斯·廷伯根；1968—1971年间，前往加里曼丹岛和苏门答腊岛研究猩猩，由尼古拉斯·廷伯根和德斯蒙德·莫利斯共同指导，完成其博士学位论文，并获得了奖学金。

### 东南亚研究
随后马敬能又前往亚洲进行研究，并且在印度尼西亚娶了一个来自达勒姆郡的女孩，曾被《北方回声报》称为“人猿泰山得到了他的简（Tarzan gets his Jane）”。
1972年，马敬能与大卫·爱登堡的团队一同前往苏拉威西岛，协助完成了一部纪录片的拍摄；期间他在文纳-格伦基金会的资助下继续研究猩猩，并且分别在1974年和1978年出版了《寻找红毛猿》和《我们体内的猿》（The Ape Within Us），也是此时将其重心转向了生态环境保护。在考察研究过程中，马敬能曾遭到一只野猪的袭击，导致失去了一根拇指；大儿子也多处受伤，两臂骨折，马敬能认为自己无法给与孩子足够的保护，于是将他们送往了寄宿学校，而他的妻子也从此与他逐渐疏远。

### 结缘中国
阿加（Agar）在《注记：皇家学会科学史杂志》上发表的一篇文章称，1972年，前议员马尔科姆·麦克唐纳就曾通过英国外交部和皇家学会施压，要求让两位博物学家即约翰·马敬能及其妻子前去研究野生大熊猫，但未获成功。1987年，马敬能应世界自然基金会的邀请，第一次来到中国，前往四川卧龙自然保护区参与大熊猫的保护工作。随后的4年间，马敬能在研究大熊猫之余，依然喜欢观鸟，并且看到了自己最喜爱的中国鸟种——红腹角雉。1989年六四事件期间，世界自然基金会曾命令马敬能离开中国，但他拒绝了，并称“我来这里是为了动物，而非政治”。
之后，马敬能在西双版纳、鄱阳湖、广西、海南及香港长期从事野生动物保护工作，还参与了考察中国生物多样性状况的工作，曾考察超过1000个生态环境，并选择了其中四十多个，建议中华人民共和国政府建立自然保护区，并且曾向中华人民共和国政府提出未来15年的生物多样性保护建议；期间同时积累了大量中国大陆鸟类的基础数据。
2016年10月，马敬能受聘为中国生物多样性保护与绿色发展基金会顾问。
2019年底，马敬能返回英国过圣诞节，而新冠肺炎疫情使得他无法立刻返回中国，期间表示很想念中国，因为“我的太太是中国人，她的家人都在中国，而且我的许多文件，还有电脑、相机都留在了中国。在英国我只是个傻老头，没人知道我是谁。不，不是指名誉，而是付出努力去做有用的事情，或者做那些人们理解并且感激的事情，对我来说很重要。”而在英国期间，他也在持续进行环境保护工作，例如避免坎特伯雷附近的查克尔森林与老公园被出售开发。

### 编修《中国鸟类野外手册》
最初来到中国时，由于当时中国尚无图文并茂的鸟类图鉴，马敬能只得根据文字版的物种检索表鉴定观察到的鸟类。1998年，马敬能通过牛津大学出版社出版了《婆罗洲、苏门答腊、爪哇和巴厘岛鸟类指南》；而出版社则询问他是否能编著一本中国鸟类的野外手册，并且得到了世界银行的捐赠。2000年，马敬能在中国国内鸟类学家的帮助下，和中国科学院动物研究所的何芬奇合作出版了《中国鸟类野外手册》；翻译由他的第二任妻子协助完成，而曾经与其合作过的凯伦·菲利普斯为该书提供了插图。最初此书反响不大；后来，中国大陆观鸟人数明显上升，《中国鸟类野外手册》几乎人手一本。
2018年左右，马敬能开始筹备修订《中国鸟类野外手册》，并通过山水自然保护中心介绍，与商务印书馆达成了修订版的出版协议。随后在2022年1月，《中国鸟类野外手册（马敬能新编版）》正式出版。

## 逸闻
约翰·马敬能是英国第一位工党首相拉姆齐·麦克唐纳的外孙，父母均是苏格兰人，且都是医生，有四个姐姐。
马敬能在日常生活中平易近人，能模仿鸟类的鸣叫和肢体动作。

## 观点
马敬能通过讲座和制作视频的方式宣传鸟类之美和自然保护，他希望有更多的青少年参与到观鸟活动中来，关注自然，爱护自然。他曾说过：“鸟儿是天上的使者，将生命的种子交付大地”，并将观鸟视作一种科研手段。
马敬能表示，虽然他很喜欢鸟类摄影，但仍认为参考书使用照片存在一定问题，并且更倾向于使用插图，因为“你可以在一幅优秀的插图中塞进去很多东西，但照片就需要好几张才能展现所有特征。”
马敬能认为近年来中华人民共和国由于工业发展、城市化推进和消费文化的问题，严重影响了鸟类栖息地和鸟类数量，不过也肯定了自然保护区和公园的增加。此外他认为政府的绿化政策并不聪明，包括三北防护林，是“错误的树种在错误的地方”。
马敬能称自己倾向于是社会主义者，并不喜欢不公平。

## 评价
在中国大陆，马敬能被诸多观鸟爱好者所敬仰，有着“老马”、“马大爷”的昵称，其《中国鸟类野外手册》也被视为“观鸟必备宝典”。

## 职位
- 1977—1979年，世界自然基金会项目领头人[1]
- 1979—1982年，联合国粮食及农业组织项目专家[1]
- 1983年，联合国粮食及农业组织项目负责人[1]
- 1983—1984年，世界自然基金会与国际自然保护联盟驻印度尼西亚代表[1]
- 1984—1986年，世界自然基金会与国际自然保护联盟驻印度尼西亚顾问[1]
- 1986-1992年，世界自然基金会驻印度尼西亚高级环保顾问[1]
- 1992—，亚洲环保局（Asian Bureau for Conservatoin）董事[1]

## 荣誉
- 获金方舟勋章（英语：Order of the Golden Ark）[19][15]